# Premis Ondas 1960
Els Premis Ondas 1960 van ser la cinquena edició dels Premis Ondas, atorgats el 14 de novembre de 1960. En aquesta edició es diferencien quatre categories: Premis Nacionals de ràdio, nacionals de televisió, internacionals de ràdio i televisió, i especials.

## Nacionals de ràdio
- Millor locutora: Olga Calleja Ràdio Murcia
- Millor locutor: Arturo Moreno Fernández Radio Santander
- Millor actriu: Carmen Muñoz Radio Santander
- Millor actor: Fernando Forga Radio España-Barcelona
- Millor autor: José Meliá Bernabeu Radio València
- Millor director: José León Delestal Ràdio Oviedo-REM
- Millor locutora: Alicia López Budia cadena SER
- Millor locutor: Raúl Matas cadena SER
- Millor actriu: Matilde Vilariño de la cadena SER
- Millor autor: Javier Aznar
- Millor actor: Pedro Pablo Ayuso
- Millor director: Gustavo Pérez Puig
- Millor programa informatiu: Mundorama, d'Alberto Oliveras Mestre de la cadena SER
- Millor programa infantil: A la rueda rueda, de Manuel Bermúdez
- Millor programa religiós: Cielo abierto, del pare José María Milagro

## Nacionals televisió
- Millor programa teatral: Teatro Apolo de TVE
- Millor programa cultural: Tengo un libro en las manos Luis de Sosa de TVE

## Internacionals ràdio i televisió
- Millor locutora: Enza Sampò RAI- Roma (Itàlia)
- Millor actor: Jorge Juan Rodríguez - Radio Canadà-Mont-real (Canadà)
- Millor actor: Claude Terrien Ràdio Europa Núm. 1- París (Sarre)
- Millor director: Fernando Soboul Ràdio Montecarlo-Mònaco (Mònaco)
- Millor programa informatiu: Pierre Lazareff ORTF- París (França)
- Millor locutor: Marco Antonio de Lacavalerie - Venevisión (Veneçuela)
- Millor actriu: Tita Merello TV- Buenos Aires (l'Argentina)
- Millor programa religiós: El correu del pare Mario RAI Roma (Itàlia)
- Millor programa teatral: Daniele D'Anza RAI-Roma (Itàlia)
- Millor programa cultural: Bryan Connell BBC-Londres (Gran Bretanya)
- Millor programa infantil: Teresa Keller TV-Berna (Suïssa)

## Especials
- Telediario RTVE (Espanya)
- René Arturo Despouey - Ràdio i TV UN- Nova York (Nacions Unides)